# هویت جنسیتی

جنس، هویت جنسیتی، رفتار جنسی و گرایش جنسی

هویت جنسیتی (به انگلیسی: gender identity) به معنای برداشت شخصی فرد از خود به عنوان مرد، زن، بین مرد و زن، یا خارج از دسته‌بندی مرد-زن است. هویت جنسیتی فرد می‌تواند با جنسیت تعیین شده او در هنگام تولد همسو یا متفاوت باشد. بیان جنسیتی معمولاً هویت جنسیتی فرد را نشان می‌دهد، اما همیشه اینگونه نیست. ممکن است فردی در رفتار، نگرش‌ها و ظاهر، خود را مطابق با یک نقش خاص جنسیتی بیان کند اما این عبارت لزوماً منعکس کننده هویت جنسیتی شخص نباشد. به همین دلیل هویت جنسیتی قابل تشخیص نیست.
شکل گرفتن هویت جنسیتی از کودکی شروع می‌شود و در نوجوانی تقویت می‌شود و به ثبات می‌رسد. هویت جنسیتی فرد می‌تواند با جنسیت تعیین شده او در هنگام تولد همسو یا متفاوت باشد (مانند افراد تراجنسیتی). به عنوان مثال ممکن است فردی با اندام جنسی زنانه متولد شود اما هویت جنسیتی مردانه داشته باشد. هویت جنسیتی فرد رابطه نزدیکی با فرهنگ جامعه مورد نظر دارد. در اکثر جوامع جنسیت را بر مبنای دسته‌بندی زن-مرد می‌سنجند اما ممکن است فرد خود را هیچ‌کدام، هردو (مانند افراد دوجنسیتی‌) یا خارج از جنسیت دوگانه تصور کند. 
در بیان کلی می‌توان گفت هویت جنسیتی تصوری است که شخص از چهره، جنس بیولوژیکی، اندام جنسی، و در کل خود دارد.

## بیان جنسیتی
بیان جنسیت (به انگلیسی: Gender Expression) جنبه‌های رفتاری و نمودهای بیرونی هویت جنسیتی است که توسط کلیشه‌ها تعریف و به رفتارهای زنانه یا مردانه تقسیم می‌شود.
بیان جنسیت می‌تواند شامل مدل مو، نوع پوشش، نقش‌های جنسیتی و هر نوع بیان و ابراز بیرونی جنسیت باشد که ممکن است در فرهنگ‌ها و جوامع مختلف معنی متفاوتی داشته باشد.